# 张声震
张声震（1924年—2015年2月9日），广西邕宁人，中华人民共和国政治人物。
担任宾阳专署副专员，广西省水利厅副厅长。1954年，当选第一届全国人民代表大会代表。